# Marat Baszarow
Marat Alimżanowicz Baszarоw, ros. Мара́т Алимжа́нович Баша́ров (ur. 22 sierpnia 1974 w Moskwie) – rosyjski aktor teatralny i filmowy, pochodzenia tatarskiego, laureat Nagrody Państwowej Federacji Rosyjskiej (2001).
Zagrał w trzydziestu filmach od 1994 roku. Wystąpił w filmie Ślub po rosyjsku, który został wybrany na 53. Międzynarodowym Festiwalu Filmowym w Cannes w 2000 roku.

## Wybrana filmografia
- 1994: Spaleni słońcem
- 1998: Cyrulik syberyjski jako Paliewski
- 2004: 72 metry jako porucznik Piotr Orłow
- 2005: Gambit turecki jako Gridniew
- 2006: Dikari
- 2007: Rok 1612 jako wojewoda
- 2012: Anna German. Tajemnica Białego Anioła jako Walentin Ławriszyn
- 2014: Fotograf jako Sokołow, ojciec Koli
- 2015: Batalion